# Nove
Nove ist eine nordostitalienische Gemeinde (comune) mit 4888 Einwohnern (Stand 31. Dezember 2023) in der Provinz Vicenza in Venetien.

## Geografie
Die Gemeinde liegt etwa 22 Kilometer nordöstlich von Vicenza an der Brenta. Durch die Gemeinde fließt ferner die Isacchina, ein Nebenarm der Brenta.
Die Nachbargemeinden sind Bassano del Grappa, Cartigliano, Marostica, Pozzoleone und Schiavon.

## Geschichte
Nove wurde 1457 gegründet und ist ab dem Beginn des 17. Jahrhunderts als Produktionsort für Keramikwaren bekannt.

## Gemeindepartnerschaften
Nove unterhält Partnerschaften mit der belgischen Gemeinde Welkenraedt in der Provinz Lüttich und der brasilianischen Gemeinde Carlos Barbosa im Bundesstaat Rio Grande do Sul sowie drei inneritalienische Partnerschaften mit den Gemeinden Langhirano in der Provinz Parma, Montelupo Fiorentino in der Metropolitanstadt Florenz und Santo Stefano di Camastra in der Metropolitanstadt Messina.

## Söhne und Töchter der Gemeinde
- Giuseppe de Fabris (1790–1860), italienischer Bildhauer, Präsident der römischen Accademia di San Luca und Generaldirektor der Vatikanischen Museen.